# 福井県医師信用組合
福井県医師信用組合（ふくいけんいししんようくみあい）は、福井県福井市に本店を置く信用組合。
福井県医師会会員の医師や医療機関を対象とした、業域の信用組合である。

## 沿革
- 1967年（昭和42年）3月28日 - 組合設立（初代理事長に中村覚部就任）
- 1970年（昭和45年）5月 - 第二代理事長に吉田順一就任
- 1983年（昭和58年）12月 - 総預金50億円達成
- 1988年（昭和63年）5月 -  第三代理事長に西岡信孝就任
- 1990年（平成2年）5月 - 第四代理事長に平井敏雄就任
- 1994年（平成6年）5月 - 第五代理事長に野尻健夫就任
- 1995年（平成7年）11月 - 全銀為替システムへの加盟
- 1996年（平成8年）12月 - 総預金100億円達成
- 1997年（平成9年）5月 - ディスクロージャー誌第1号「福井医信の現況'97」を発刊
- 2000年（平成12年）6月 - 第六代理事長に青木隆一就任
- 2003年（平成15年）9月 - ミニディスクロージャー誌第1号「福井医信の現況2003」を発刊
- 2005年（平成17年）
  - 6月 - 「個人情報管理態勢に係る一斉点検」を実施し報告
  - 10月 - 平成16年度しんくみ運動「組合員増強」において優秀賞受賞
- 2007年（平成19年）
  - 3月 - 預金保険機構による検査 組合設立40周年を迎える
  - 10月 - 平成18年度しんくみ運動「定期積金の推進」において優秀賞受賞
- 2008年（平成20年）
  - 3月 - 内部統制基本方針、法令遵守基本方針、同規程等の制定 コンプライアンスマニュアルの全面改訂
  - 6月 - 第七代理事長に齊藤榮宏就任 新コンピューターシステム（SKC）へ移行
- 2010年（平成22年）
  - 3月 - 総預金150億円達成
  - 9月 - 全国信用組合監査機構による外部監査
- 2011年（平成23年）
  - 1月 - 北陸財務局による金融円滑化に係る検査を受検
  - 4月 - 融資の新商品（借換ローン）を発売　　　
  - 8月 - 福井税務署による税務調査
- 2012年（平成24年）3月 - 勤務医の無担保限度枠の拡大（500万円から1,500万円） 融資の新商品を発売（医師会入会金ローン等）
- 2013年（平成25年）
  - 1月 - マイカーローンのキャンペーンを実施
  - 2月 - 北陸財務局による検査を受検
  - 11月 - 三本の矢の新型ローンを新設（メンバーズ・教育ローン・マイカーローン）
- 2014年（平成26年）6月 - 第八代理事長に秋田裕一就任
- 2015年（平成27年）
  - 4月 - （株）日本経営との業務提携
  - 10月 - 創立50周年キャンペーン開始
- 2016年（平成28年）1月 - 新医師会館において営業開始
- 2017年（平成29年）
  - 3月 - 創立50周年キャンペーン終了（一部商品延長）
  - 4月 - 創立50周年記念式典および祝賀会を開催 勤務医の無担保限度枠の拡大（1,500万円から3,000万円）